# Resul Pookutty

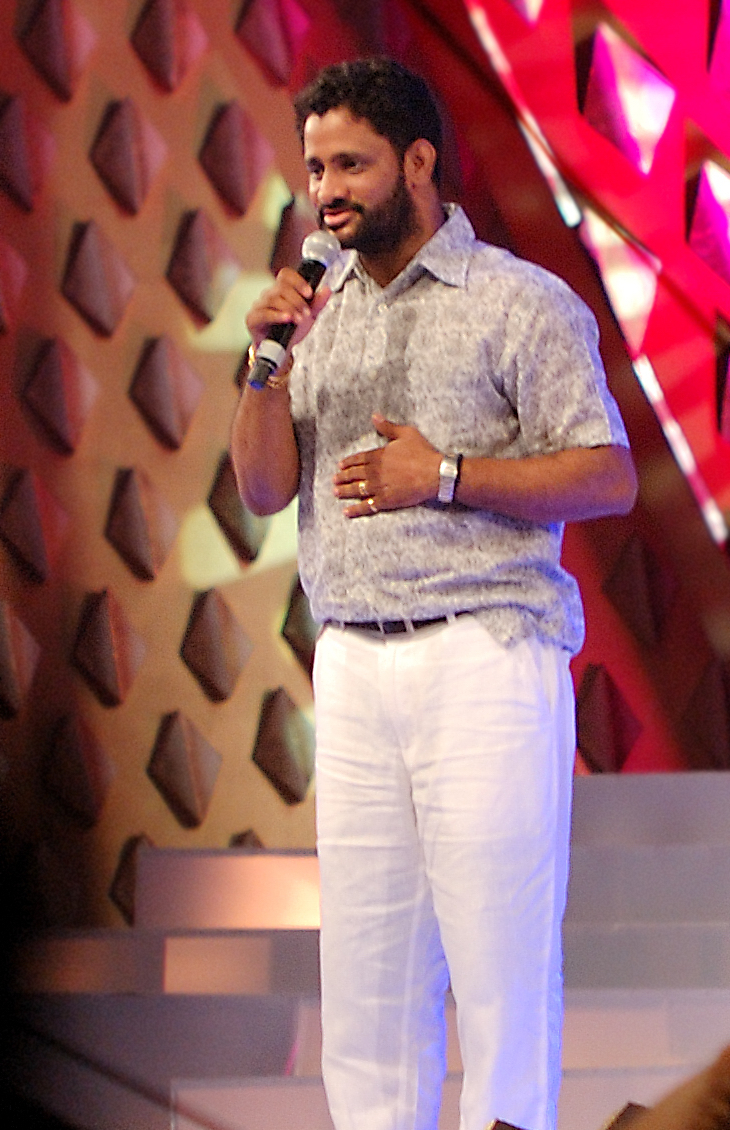
Resul Pookutty 2009

Resul Pookutty (Malayalam റസൂൽ പൂക്കുട്ടി; * 30. Mai 1971 in Vilakkupara, Kollam, Kerala) ist ein indischer Tongestalter, Tontechniker und Tonmeister.

## Leben
Pookutty begann seine Karriere in der Tontechnik 1997 mit dem Spielfilm Private Detective: Two Plus Two Plus One. Seither war er an zahlreichen Bollywood-Produktionen beteiligt. Neben Indischen Filmen wie Saawariya, Enthiran und RA.One – Superheld mit Herz arbeitete er auch den britischen Spielfilmen Slumdog Millionär und Best Exotic Marigold Hotel. 2009 erhielt er gemeinsam mit Ian Tapp und Richard Pryke den Oscar in der Kategorie Bester Ton für Slumdog Millionär. Zudem gewann er für den Film den BAFTA Film Award in der Kategorie Bester Ton.

## Filmografie (Auswahl)
- 2007: Saawariya
- 2008: Slumdog Millionär (Slumdog Millionaire)
- 2010: Enthiran
- 2011: Best Exotic Marigold Hotel (The Best Exotic Marigold Hotel)
- 2011: RA.One – Superheld mit Herz (Ra.One)
- 2014: Highway

## Auszeichnungen (Auswahl)
- 2009: Oscar-Nominierung in der Kategorie Bester Ton für Slumdog Millionär
- 2009: BAFTA Film Award in der Kategorie Bester Ton für Slumdog Millionär